# 오근과 육근
5근(五根, 산스크리트어: pañcendriyāni, 영어: Five sensory faculties)은 안식(시각) · 이식(청각) · 비식(후각) · 설식(미각) · 신식(촉각)의 5식(五識)이 각자의 대상으로서의 색경(색깔과 형태) · 성경(소리) · 향경(냄새) · 미경(맛) · 촉경(감촉)의 5경(五境)을 지각할 때 사용하는 소의(所依)로서의 안근(眼根: 눈) · 이근(耳根: 귀) · 비근(鼻根: 고) · 설근(舌根: 혀) · 신근(身根: 몸)의 5가지 감각 기관을 말한다. 전체적으로 말하면, 5식은 5근을 소의(所依: 성립 근거, 의지처, 도구, 감각 기관)로 하여 5경을 인식한다.
제6식인 의식(意識)이 5경과 법경(法境)을 인식할 때 사용되는 소의(所依: 성립 근거, 의지처, 도구, 감각 기관)를 의근(意根)이라 정의한다. 부파불교의 설일체유부와 대승불교의 유식유가행파에 따르면 의근은 실제로는 마음(6식, 또는 8식 중 6식, 즉 심왕, 즉 심법)이 과거로 낙사(落謝)한 것을 말한다. 즉, 과거의 경험의 총체를 말한다. 이러한 이유로 의근은 단지 제6의식만의 소의가 되는 것은 아니며 전5식의 소의도 된다. 또한 이 때문에 제6의식은 6경을 전체적으로 취할 수 있다.
5근과 의근(意根)을 합하여 6근(六根)이라 한다. 6근은 6입(六入) · 6처(六處) · 6입처(六入處) · 내6입(內六入) · 내6입처(內六入處) · 6내입처(六內入處) · 6정(六情) · 제입(諸入) · 6촉입처(六觸入處) · 6촉처(六觸處: 6촉의 소의처가 되는 6근) 또는 6갱락처(六更樂處)라고도 한다. 전체적으로 말하면, 6식(六識)은 6근을 소의(所依: 성립 근거, 의지처, 도구, 감각 기관)로 하여 6경을 인식한다. 한편, 유식유가행파에서는 의근 즉 '6식의 소의가 되는 과거의 경험의 총체'가 실제로는 8식 가운데 제7식인 말나식이라고 보는데, 이 견해는 부파불교와 상좌부불교의 견해와는 뚜렷한 차이가 있는 대승불교의 특징적인 견해들 중 하나이다.
의근을 제6근(第六根)이라고도 한다. 나머지 앞의 5근을 전5근(前五根)이라고도 하며 이들은 또한 마음(6식 또는 8식, 즉 심왕, 즉 심법)이 물질적 대상인 5경을 인식하는데 있어 소의가 되므로 5색근(五色根)이라고도 한다.

## 어원
근(根)이라고 번역된 산스크리트어 인드리야(indriya)는 '인드라(Indra)에 상응하는' 또는 '인드라에 속한'이라는 뜻의 형용사이며, 명사로 사용되는 경우 '인드라의 힘[自在]' 또는 '인드라의 영역'을 뜻한다. 인드라는 힌두교의 창공(firmament)과 대기(atmosphere)의 신으로, 힌두교의 신들 즉 데바들의 왕이며, 신들과 천인들의 하늘인 스와르가(Swarga)를 통치한다. 힌두교의 신 인드라는 불교에 수용되어 제석천(帝釋天)이 되었는데, 불교의 우주론에서 제석천은 욕계의 6천 가운데 제2천으로 33천이라고도 불리는 도리천의 지배자이다. 이러한 이유로 '근(根)'은 증상력 즉 뛰어난 힘 또는 뛰어난 작용력을 뜻한다.
이와 같은 뜻에 바탕하여 유정(有情)의 신체와 관련해서는, 5근은 신체 중에서 가장 밝게 빛나며 두드러지게 뛰어난 5가지 힘 또는 작용력을 말한다. 즉, 색(色) · 성(聲) · 향(香) · 미(味) · 촉(觸)의 외계 대상을 취하여 의식을 낳게 하는 뛰어난 작용을 하는 5가지 감각 기관을 뜻한다.
5근의 산스크리트어 원어는 다음과 같다.
- 안근(眼根) 산스크리트어: caksurindriya, 눈
- 이근(耳根) 산스크리트어: śrotrendriya, 귀
- 비근(鼻根) 산스크리트어: ghrānendriya, 코
- 설근(舌根) 산스크리트어: jihvendriya, 혀
- 신근(身根) 산스크리트어: kāyendriya, 몸

선법(善法), 즉 정신적 · 도덕적 · 영적인 힘과 이치에 관련해서는, 5근은 번뇌를 항복시키고 성도(聖道)로 이끄는 증상(增上: 발전, 증진, 조장)시키는 5가지의 힘과 이치를 말한다. 즉, 유루(有漏)를 제압하여 수행자를 보다 더 청정한 상태로 이끄는 무루(無漏)의 힘과 작용의 증상(增上)을 일으키는 5가지의 교법 또는 실천을 뜻한다. 이 5근을 선 또는 무루의 뿌리가 된다는 뜻에서 5선근(五善根) 또는 5무루근(五無漏根)이라고도 한다.
5선근의 산스크리트어 원어는 다음과 같다.
- 신근(信根) 산스크리트어: śraddhendriya, 믿음
- 진근(進根) 산스크리트어: vīryendriya, 정진
- 염근(念根) 산스크리트어: smātīndriya, 깨어있음, 주의력, 주시력, 위빠사나
- 정근(定根) 산스크리트어: samādhīndriya, 선정, 사마타
- 혜근(慧根) 산스크리트어: prajñendriya, 지혜

## 5근

### 정의
안근(眼根) · 이근(耳根) · 비근(鼻根) · 설근(舌根) · 신근(身根)의 5근은 바깥 대상을 포섭하여 취할 뿐 아니라 5식의 보고 듣고 맡고 맛보고 접촉하는 감각(感覺) 또는 지각(知覺)을 이끌어내는 역할을 하는데, 이런 점에서 이들 5가지 지각의 뿌리[根]가 되므로 5근(五根)이라고 부른다. 5근은 모두 물질적 사물[色]에 대한 지각 또는 인식에서 사용되는 소의(所依: 의지처, 도구, 감각 기관)이므로 5색근(五色根)이라고도 한다.
5근이 곧 안(눈) · 이(귀) · 비(코) · 설(혀) · 신(몸)의 5관(五官)인지에 대해서는 불교의 분파에 따라 의견이 다르다. 부파불교의 설일체유부와 대승불교의 유식유가행파에 따르면, 5근은 육신의 눈 · 귀 · 코 · 혀 · 몸의 거친 물질덩어리가 아니며, 4대종으로 만들어진 특수한 극미(極微)인, 광명이 차단됨이 없는 맑고 투명한 색인 정색(淨色, rūpa prasāda)으로 만들어진 내적인 감각기관들이다. 정색은 청정색(清淨色)이라고도 한다.
설일체유부의 논사 세우(世友, Vasumitra)는 《아비달마품류족론》에서 5근을 아래 인용문과 같이 정의하고 있으며, 세친은 《아비달마구사론》에서 "필추(苾芻)들은 마땅히 알아야 할 것이니, 안(眼)은 말하자면 내처(內處)로서 사대소조(四大所造)의 정색(淨色)을 본질로 한다"라는 고타마 붓다의 5근에 대한 언급과 세우의 이 정의를 인용하면서 5근을 동일하게 정의하고 있다.
 眼根云何。謂眼識所依淨色。

耳根云何。謂耳識所依淨色。

鼻根云何。謂鼻識所依淨色。

舌根云何。謂舌識所依淨色。

身根云何。謂身識所依淨色。

 
안근(眼根)이란 무엇인가? 안식(眼識)의 소의(所依)가 되는 정색(淨色)을 말한다.

이근(耳根)이란 무엇인가? 이식(耳識)의 소의(所依)가 되는 정색(淨色)을 말한다.

비근(耳根)이란 무엇인가? 비식(鼻識)의 소의(所依)가 되는 정색(淨色)을 말한다.

설근(耳根)이란 무엇인가? 설식(舌識)의 소의(所依)가 되는 정색(淨色)을 말한다.

신근(耳根)이란 무엇인가? 신식(身識)의 소의(所依)가 되는 정색(淨色)을 말한다.
 — 《아비달마품류족론》 제1권. 한문본 & 한글본
유식유가행파의 논사 무착은 《대승아비달마집론》에서 5근을 다음과 같이 정의하고 있다.
 何等眼根。謂四大種所造眼識所依清淨色。

何等耳根。謂四大種所造耳識所依清淨色。

何等鼻根。謂四大種所造鼻識所依清淨色。

何等舌根。謂四大種所造舌識所依清淨色。

何等身根。謂四大種所造身識所依清淨色。

 
어떠한 것이 안근(眼根)입니까?

4대종(四大種)으로 만들어진, 안식(眼識)의 소의(所依)가 되는 청정색(清淨色)을 말한다.

어떠한 것이 이근(耳根)입니까?

4대종(四大種)으로 만들어진, 이식(耳識)의 소의(所依)가 되는 청정색(清淨色)을 말한다.

어떠한 것이 비근(耳根)입니까?

4대종(四大種)으로 만들어진, 비식(鼻識)의 소의(所依)가 되는 청정색(清淨色)을 말한다.

어떠한 것이 설근(舌根)입니까?

4대종(四大種)으로 만들어진, 설식(舌識)의 소의(所依)가 되는 청정색(清淨色)을 말한다.

어떠한 것이 신근(身根)입니까?

4대종(四大種)으로 만들어진, 신식(身識)의 소의(所依)가 되는 청정색(清淨色)을 말한다.
 — 《대승아비달마집론》 제1권. 한문본 & 한글본
위의 정의는, 육신의 물질이라는 측면에서는 동일하지만 눈 · 귀 · 코 · 혀 · 몸의 5종의 구별이 있는 것과 꼭 마찬가지로, 정색(淨色)이라는 측면에서는 동일하지만 서로 구별되는 5종의 정색이 있다는 것을 뜻한다. 그리고 《대승아비달마집론》에서 무착은 정색이 지 · 수 · 화 · 풍의 4대종으로 만들어진 물질[色]이라는 것을 명시적으로 언급하고 있다. (참고: 미취(微聚), 팔사구생(八事俱生))

### 승의근과 부진근
설일체유부에서는 정색으로 만들어진 이러한 정묘한 내적인 감각기관을 승의근(勝義根)이라 하고, 육신의 거친 외적인 감각기관을 승의근을 돕는다는 뜻의 부진근(扶塵根)이라 한다. 설일체유부에서 안근(眼根) 등의 5근이라고 할 때는 기본적으로 승의근을 말한다.
설일체유부에서, 마음은 안식 · 이식 · 비식 · 설식 · 신식 · 의식의 6식(六識)을 말한다. 그런데, 6식을 마음이라고 할 때, 본래부터 6가지의 서로 다른 마음이 있다는 뜻이 아니다. 마음은 본래 1가지로 단일한 것이지만 시각과 청각이 서로 다르듯이 그 인식의 종류에는 차별이 있는데 그 차별에 따라 6식으로 나누는 것이 편리하기에 그렇게 분류하는 것일 뿐이다.
그리고 6식에서 의식을 제외한 나머지를 전5식 또는 5식이라 한다. 5식은 색 · 성 · 향 · 미 · 촉에 대한 인식을 말하며, 이 다섯 가지 인식은 5근을 소의(所依: 성립 근거, 도구)로 하여 이루어진다고 본다. 즉, 부진근이 아니라 승의근을 성립 근거로 하여 안식 · 이식 · 비식 · 설식 · 신식의 인식이 이루진다고 본다.
예를 들어, 승의근(勝義根)인 안근이 부진근(扶塵根)인 육신의 눈의 도움[扶]를 받아 외계대상인 색경(色境)을 취하면 이러한 취함을 바탕으로 안식(眼識)이 생겨난다. 즉, 안식이 외계대상을 직접 취하여 안식이 생겨나는 것이 아니라, 반드시 안근의 취함을 바탕으로 하여 안식이 생겨나는 것이다. 이러한 이유로 5근을 5식의 소의(所依), 즉 성립 근거라고 말하는데, 설일체유부는 5근이 단순한 인식도구에 그치는 것이 아니라 인식의 폭과 깊이를 결정하는 역할을 한다는 인식론적 관점을 가지고 있었다.
예를 들어, 불교 일반에서는 모든 법의 사(事) · 이(理)를 관조하는 5종의 눈이 있어서 그것을 육안(肉眼) · 천안(天眼) · 혜안(慧眼) · 법안(法眼) · 불안(佛眼)의 5안(五眼)이라고 하는데, 설일체유부는 5안은 안근의 능력에 5종의 차이가 있어서 생기는 것이지, 안식의 능력에 5종의 차이가 있어서 생기는 것이 아니라고 보았다. 그렇기 때문에 5안(五眼)이라고 하지 5안식(五眼識)이라고 하지 않는다는 것이 설일체유부의 관점이었다. 다른 불교 부파 또는 종파와 마찬가지로, 설일체유부에서도 선정(禪定)에 의해 5안(五眼)이 개발된다고 보는데, 설일체유부의 인식론적 관점에서는, 이러한 개발은 선정에 의해 안근의 능력이 확장되는 것을 뜻한다. 그리고 안근의 능력이 확장되는만큼 그에 상응하는 안식이 자연히 나타난다고 본다. 이러한 객관 우선주의적인 입장은 일체법의 실유(實有)를 주장한 설일체유부의 특징적인 관점이다.

### 안근
부파불교의 설일체유부에 따르면, 안근(眼根, 산스크리트어: caksur-indriya, 팔리어: cakkhundriya)은 거친 육체적 살덩어리[肉團]로 이루어진 부진근(扶塵根)으로서의 안근(눈 또는 안구), 즉 외적인 시각기관으로서의 안근과 광명이 차단됨이 없는 맑고 투명한 색(물질)인 정색(淨色, rūpa prasāda)으로 만들어진 승의근(勝義根)으로서의 안근, 즉 내적인 시각기관으로서의 안근으로 나뉜다. 설일체유부에 따르면, 안식(眼識) 즉 색깔과 형태에 대한 지각의 소의(所依: 성립근거, 의지처, 도구)라는 뜻에서 안근이라고 할 때는 반드시 후자의 승의근을 가리킨다. 그리고 부진근으로서의 안근 즉 육체의 눈은 '부(扶)'라는 말 뜻 그대로 승의근으로서의 안근을 보조하는 역할을 할 뿐이다.
설일체유부에 따르면,
마치 거울이 대상을 비추는 것처럼 안근(眼根, 즉 승의근으로서의 안근)이 색경(色境)을 비추어 받아들이는데[取境], 이와 같이 안근이 색경을 연(緣)하여 안식(眼識)이 생겨난다[發識]. 이 때의 안근과 색경과 안식의 화합을 안촉(眼觸)이라고 한다.
반면, 부파불교의 경량부와 대중부에서는 이와 같은 승의근과 부진근의 구분을 인정하지 않았고, 육체의 눈이 곧 안근이라고 주장하였다. 그리고 안근에는 취경(取境)의 능력, 즉 색경을 비추어 받아들이는 능력이 없으며 이러한 능력은 안식에 속한 것이라고 보았다.
대승불교의 유식유가행파에서는 설일체유부처럼 승의근의 존재를 인정하고 있다. 하지만 승의근에 대한 해석에 있어서는 논사에 따라 의견 차이가 있는데, 호법(護法) 등의 논사들은 아뢰야식에 존재하는 종자와는 별도의 현행하는 정색(淨色)이 존재하며 이것이 안근 등의 5근 즉 승의근이라고 하였다. 이에 대해 난타(難陀) 등의 논사들은 안근 등의 5근 즉 승의근은 오직 아뢰야식에 존재하는 종자일 뿐으로 이것과는 별도로 존재하는 현행하는 정색이 아니라고 하였다.

### 신근
부파불교의 설일체유부에 따르면, 신근(身根, 산스크리트어: kāyendriya)은 거친 육체적 살덩어리로 이루어진 부진근(扶塵根)으로서의 신근, 즉 외적인 촉각기관으로서의 신근과 광명이 차단됨이 없는 맑고 투명한 색(물질)인 정색(淨色, rūpa prasāda)으로 만들어진 승의근(勝義根)으로서의 신근, 즉 내적인 촉각기관으로서의 신근으로 나뉜다. 설일체유부에 따르면, 식신(身識)의 소의(所依: 성립근거, 의지처, 도구)라는 뜻에서 신근이라고 할 때는 반드시 후자의 승의근을 가리킨다. 그리고 부진근으로서의 신근은 '부(扶)'라는 말 뜻 그대로 승의근으로서의 신근을 보조하는 역할을 할 뿐이다. 반면, 부파불교의 경량부에서는 이와 같은 승의근과 부진근의 구분을 인정하지 않았고, 육체, 즉 몸이 곧 신근이라고 주장하였다.
설일체유부에 따르면,
마치 거울이 대상을 비추는 것처럼 신근(身根, 즉 승의근으로서의 신근)이 촉경(觸境)을 비추어 받아들이는데, 이와 같이 신근이 촉경을 연(緣)하여 신식(身識)이 생겨난다. 이 때의 신근과 촉경과 신식의 화합을 신촉(身觸)이라고 한다.
《구사론》에 나타난 설일체유부의 교학에 따르면, 촉경(觸境)에는 불교에서 모든 물질을 구성하는 기본원소라고 보는 지 · 수 · 화 · 풍의 4대종이 포함되며, 또한 활(滑, 매끄러움) · 삽(澁, 거침) · 중(重, 무거움) · 경(輕, 가벼움) · 냉(冷, 차가움) · 기(飢, 허기짐) · 갈(渴, 목마름)의 7소조촉(七所造觸)이 포함되어 총 11가지가 있다.
부파불교의 설일체유부와 대승불교의 유식유가행파와 법상종의 교학에 따르면,
신근과 촉경과 신식의 화합, 즉 신촉(身觸)은 마음작용(심소법)의 하나인데, 항상 마음(신식을 포함하는 6식 또는 8식, 즉 심왕, 즉 심법)과 함께 일어나는 마음작용들인 대지법(大地法: 10가지) 또는 변행심소(遍行心所: 5가지)에 속한다. 또한, 해당 촉경에 대한 수(受, 지각)와 상(想, 표상, 개념, 생각)과 사(思, 욕구, 의지, 즉 행)등 대지법 또는 변행심소에 속한 다른 마음작용들이 모두 신촉(身觸)과 더불어 동시에 함께 일어난다.

## 참고 문헌
- 구나발타라(求那跋陀羅) 한역 (K.650, T.99). 《잡아함경(雜阿含經)》. 한글대장경 검색시스템 - 전자불전연구소 / 동국역경원. K.650(18-707), T.99(2-1). |title=에 외부 링크가 있음 (도움말)
- 권오민 (2003). 《아비달마불교》. 민족사.
- 세친 지음, 현장 한역, 권오민 번역 (K.955, T.1558). 《아비달마구사론》. 한글대장경 검색시스템 - 전자불전연구소 / 동국역경원. K.955(27-453), T.1558(29-1). |title=에 외부 링크가 있음 (도움말)
- 운허.  동국역경원 편집, 편집. 《불교 사전》. |title=에 외부 링크가 있음 (도움말)
- 세친 지음, 현장 한역, 권오민 번역. 《아비달마구사론》. 한글대장경 검색시스템 - 전자불전연구소 / 동국역경원. |title=에 외부 링크가 있음 (도움말)
- (중국어) 星雲. 《佛光大辭典(불광대사전)》 3판. |title=에 외부 링크가 있음 (도움말)
- (중국어) 구나발타라(求那跋陀羅) 한역 (T.99). 《잡아함경(雜阿含經)》. 대정신수대장경. T2, No. 99, CBETA. |title=에 외부 링크가 있음 (도움말)
- (중국어) 세친 조, 현장 한역 (T.1558). 《아비달마구사론(阿毘達磨俱舍論)》. 대정신수대장경. T29, No. 1558, CBETA. |title=에 외부 링크가 있음 (도움말)